# Мирослав Трифуновић
Мирослав Трифуновић (Крагујевац, 14. август 1894 — Зеленгора, 13. мај 1945) је био бригадни генерал у војсци Краљевине Југославије и командант Србије у Југословенској војсци у Отаџбини у чину дивизијског генерала током Другог светског рата.

## Биографија
Рођен је у Крагујевцу 14. августа 1894. године.
У Првом светском рату се као омладинац борио на положајима око Кајмакчалана и после рата је одликован орденом Карађорђеве звезде са мачевима.
Војну академију је завршио у Београду 1925.
У чин бригадног генерала унапређен 1938. године. Завршио је и генералштабну припрему.
Пре рата радио једно време и на Војној академији као предавач. Држао је предмете „Тактика“ и „Пешадијска обука“. Написао неколико значајних књига о пешадијском начину ратовања.
Пред почетак рата одликован је Карађорђевом звездом са мачевима II степена.
У Априлском рату, био је интендантски командант у 3. Армији генерала Милана Недића. По заузећу Скопља, повлачи се правцем Ниша, а по капитулацији крио се у области Топлице.
У лето 1941. ставља се под команду пуковника Драже Михаиловића и добија задатак да организује простор Србије.
Након наименовања Драже Михаиловића за армијског генерала, генерал Трифуновић добија директиву да успостави организацији ЈВуО на простору Трстеника и Врњачке Бање.
По организацији првих корпуса, генерал Трифуновић је постављен за делегата Штаба Драже Михаиловића у Србији октобра 1942. и истовремено је наименован за команданта Србије са овлашћењем да решава питање свих корпуса.
За време боравка Врховне Команде у Црној Гори у лето 1942. генерал Трифуновић је успео да организује 35 корпуса и 4 велике групе корпуса које су се тада налазиле у Србији.
Крајем 1943. добио је широка овлашћења од Драже Михаиловића.
Легализовао се код генерала Милана Недића још почетком 1942. и остао је легализован све до партизанског упада у Србију.
Против њега су Немци јула 1943. предузели операције "Heinrich" и“ Trajbjagt", које су биле уско повезане са операцијом Шварц у Црној Гори. Намера је била да се генерал Трифуновић и читав његов штаб заробе. Указом краља Петра II, од 23. децембра 1943. године унапређен у чин дивизијског генерала, заједно са Драгишом Васићем (унапређен у чин пуковника) и Стеваном Мољевићем (унапређен у чин поручника).
По продору партизанских одреда у Србију, генерал Трифуновић је 17. маја 1944. учествовао на састанку са Димитријем Љотићем у близини Горњег Милановца. Тада је направљен споразум за формирање заједничког националног фронта у Србији ради борбе против комуниста.
Потом је генерал Трифуновић сазвао конференцију свих виђенијих сеоских домаћина у Таковском срезу и објашњавао им војно-политичку ситуацију у Србији. Као резултат преговора Трифуновића и Љотића, требало је да уследи састанак између Михаиловића и Љотића, али до њега никад није дошло. На завршним преговорима са љотићевцима, Мирослав Трифуновић је издејствовао да се Српска државна стража и Српска гранична стража трансформишу у Српски ударни корпус (СУК), који ће се под његовом командом повлачити преко Санџака и Босне. Крајем децембра 1944. дошао је у Михаиловићев Врховни Штаб и у њему је остао до краја.
Заједно се повлачио са четничким снагама у Босну и пробијао се према Србији у мају 1945. године.
Погинуо је на бици на Зеленгори 13. маја 1945. када ја граната пала непосредно близу самог штаба Врховне Команде. Сахрањен је под кишом метака и војним почастима у шумама Зеленгоре.

## Ратно име
По ступању на дужност команданта Србије, лета 1942. године, генерал је одабрао своја конспиративна имена: Тајфун, Асен, Чика Марко, Блац, Доктор Оња, Дитрих, Титаник и Ханс. Ратна имена служила су приликом слања радио - шифрованих порука.